# Список памятников киевским князьям, установленных в Киеве
Список памятников киевским князьям, установленных в Киеве.
| Изображение | Название                                                                                   | Местонахождение                                      | Авторы | Краткое описание | Дата открытия                      |
| ----------- | ------------------------------------------------------------------------------------------ | ---------------------------------------------------- | --- | --- | ---------------------------------- |
|             | Памятник основателям Киева                                                                 | Печерский район, Наводницкий парк, набережная Днепра | Скульптор В. 3. Бородай, архитектор Н. М. Фещенко                                                                            | Памятник посвящён основателям Киева — князьям Кию, Щеку, Хориву и их сестре Лыбеди, установлен в ознаменование 1500-летия основания города. 23 февраля 2010 года памятник частично обвалился, однако уже к 28 мая того же года он был полностью отреставрирован. | 22 мая 1982 года                   |
|             | Памятник основателям Киева                                                                 | Шевченковский район, Майдан Незалежности             | скульптор А. В. Кущ, архитекторы С. В. Бабушкин, А. В. Комаровский, Р. И. Кухаренко, О. К. Стукалов                          | Памятник посвящён основателям Киева — князьям Кию, Щеку, Хориву и их сестре Лыбеди. | 2000 год                           |
|             | Памятник основателям Киева                                                                 | Подольский район, Почтовая площадь                   | В. Н. Журавель | Памятник посвящён основателям Киева — князьям Кию, Щеку, Хориву и их сестре Лыбеди. | 6 мая 2017 года                    |
|             | Памятник княгине Ольге, святым равноапостольным Кириллу и Мефодию, святому апостолу Андрею | Шевченковский район, Михайловская площадь            | И. П. Кавалеридзе, Ф. П. Балавенский, П. В. Сниткин, В. Н. Рыков/Авторы реконструкции: В. И. Сивко, Н. И. Билык, В. Е. Шишов | Памятник Ольге — княгине-регенту при своём малолетнем сыне Святославе с 445 по 462 год, первой правительнице на Руси принявшей христианство, почитаемой в христианстве равноапостольной святой, а также апостолу Андрею Первозванному, по преданию посетившему киевские холмы и предсказавшему основание Киева, и создателям славянской азбуки — святым Кириллу и Мефодию. Был разрушен в 1919 году и окончательно демонтирован в 1926 году, восстановлен в 1996 году. Объект культурного наследия. | 4 сентября 1911 года               |
|             | Памятник князю Святославу                                                                  | Голосеевский район, ул. Фрометовская 2, МАУП         | О. Ю. Сидорук, Б. Ю. Крылов                                                                                                  | Памятник Святославу Игоревичу — князю с 945 по 972 год, сокрушившему Хазарский каганат и Первое Болгарское царство. | 2003 год                           |
|             | Памятник князю Святославу                                                                  | Шевченковский район, Пейзажная аллея                 | А. В. Пергаменщик | Памятник Святославу Игоревичу — князю с 945 по 972 год. | 2004 год                           |
|             | Памятник Владимиру Великому                                                                | Шевченковский район, Владимирская горка              | П. К. Клодт, А. А. Тон, В. И. Демут-Малиновский                                                                              | Памятник Владимиру Святославичу — князю с 978 по 1015 год, крестителю Руси, почитаемому в христианстве равноапостольным святым. Реставрировался в 1953—1954 и 2002—2003 годах. Памятник монументального искусства национального значения. | 28 сентября (10 октября) 1853 года |
|             | Памятник Владимиру Великому                                                                | Подольский район, Набережное шоссе                   | Скульптор: Александр Моргацкий, Григорий Костюков. Архитектор: Станислав Дёмин. Художник: Александр Кудрявченко.             | Памятник Владимиру Святославичу — князю с 978 по 1015 год, установлен в ознаменование 1025-летия крещения Руси. 24 апреля 2014 года памятник был повреждён вандалами, однако уже к июню того же года он был восстановлен. | 28 июля 2013 года                  |
|             | Памятник Ярославу Мудрому                                                                  | Шевченковский район, Золотоворотский сквер           | И. П. Кавалеридзе, В. И. Сивко, Н. И. Билык, А. К. Редько, А. В. Чепелик, Н. И. Кислый                                       | Памятник Ярославу Владимировичу Мудрому — князю с 1016 по 1018 год и с 1019 по 1054 год, строителю Софии Киевской, установлен ко Дню Киева. | 1997 год                           |
|             | Памятник Ярославу Мудрому                                                                  | Голосеевский район, ул. Фрометовская 2, МАУП         | О. Ю. Сидорук, Б. Ю. Крылов                                                                                                  | Памятник Ярославу Владимировичу Мудрому — князю с 1016 по 1018 год и с 1019 по 1054 год. | 2004 год                           |